# Adrian Salus
Adrian Paweł Salus (ur. 25 stycznia 1984) – polski prawnik, radca prawny, od 2023 członek Trybunału Stanu.

## Życiorys
Syn Zdzisława Salusa, członka zarządu Krajowej Spółki Cukrowej. W 2009 ukończył studia prawnicze na Wydziale Prawa i Administracji Uniwersytetu Rzeszowskiego, broniąc pracy magisterskiej pt. Instytucja komisji śledczej w Sejmie RP napisanej pod kierunkiem Stanisława Sagana. W 2013 ukończył odbywał aplikację radcowską w OIRP w Kielcach, podjął praktykę prawniczą w ramach własnej kancelarii, specjalizując się m.in. w prawie ustrojowym. Był doradcą członków komisji śledczej ds. afery hazardowej. Reprezentował w różnych postępowaniach sądowych Jarosława Kaczyńskiego i komitet wyborczy Prawa i Sprawiedliwości. Zasiadał w radach nadzorczych różnych spółek, m.in. Morskiej Stoczni Remontowej Gryfia. W latach 2015–2016 społeczny doradca Prezesa Rady Ministrów.
21 listopada 2023 wybrany członkiem Trybunału Stanu z rekomendacji klubu Prawa i Sprawiedliwości.